# Жінки у Стародавніх Афінах
Роль сім'ї та становище жінок в Давніх Афінах, ключовому місті античної Греції, визначали гендерні ролі. Виховання дітей було чітко розподілене за статтю: хлопчики з семи років навчалися ремесел або брали участь у формальній освіті, тоді як дівчаток готували до ролі дружин і матерів, зосереджуючись на господарських навичках, таких як ткацтво, прядіння та догляд за домом. Освіта для дівчат була мінімальною, що відображало суспільні уявлення про їхню підлеглу роль, підкріплені думками філософів, таких як Арістотель.
Становище жінок в Афінах було значно обмеженим порівняно з чоловіками: вони не мали громадянських прав, не брали участі в політичному житті та перебували під опікою чоловіків — батька, чоловіка чи синів. Економічна діяльність жінок була скута правилами, які забороняли укладати великі угоди без дозволу опікуна, а власність, окрім частини посагу (мейлії), їм не належала.
Жінки вели ізольоване життя, проводячи більшість часу в гінекії — жіночій частині будинку, виходячи лише на релігійні свята, такі як Фесмофорії, або в супроводі. У бідніших сім'ях вони брали активнішу участь у праці, зокрема в текстильному виробництві чи дрібній торгівлі, але їхній соціальний статус залишався нижчим.
Порівняння з іншими регіонами, зокрема Спартою, де жінки мали більше свобод і економічної незалежності, підкреслює контраст між афінською моделлю патріархального суспільства та іншими системами античного світу. Втім, існували і поодинокі винятки, коли жінки досягали певного визнання, наприклад, як жриці. Таким чином становище жінок в Афінах було тісно пов'язане з домашньою сферою та відображало загальні патріархальні норми античного суспільства.

## Сім'я та виховання
У Давніх Афінах, одному з найвпливовіших міст-держав античної Греції, сім'я (ойкос) була основною соціальною та економічною одиницею суспільства, де чітко визначалися гендерні ролі. Жінки в афінському суспільстві відігравали підлеглу роль, їхнє життя було зосереджене переважно на домашньому господарстві, а соціальний і політичний статус значно поступався чоловічому.
Сім'я в Афінах, відома як ойкос, включала не лише кровних родичів, але й рабів та майно. Чоловік був головою сім'ї, а жінка перебувала в підлеглому становищі, залежному спочатку від батька, а після одруження — від чоловіка. Основною функцією сім'ї було продовження роду та збереження майна. Шлюби в Афінах укладалися переважно з економічних чи соціальних міркувань, за домовленістю батьків, і кохання рідко було основою для такого союзу. Дівчат видавали заміж у віці 13–14 років, одразу після настання статевої зрілості. Законним вважався лише шлюб між громадянами Афін, а діти від шлюбів з іноземками визнавалися незаконнонародженими, що обмежувало їхні права. Жінка в шлюбі відповідала за ведення домашнього господарства та виховання дітей, тоді як чоловік забезпечував матеріальні потреби сім'ї. Основною функцією жінки в афінській сім'ї було дітонародження, особливо народження синів, які продовжували рід і забезпечували виконання релігійних обрядів. Жінка в афінській сім'ї була підпорядкована чоловікові. Її головними обов'язками були ведення домашнього господарства, народження та виховання дітей, а також догляд за гінекеєм — жіночою половиною будинку. Згідно з Ксенофонтовим «Ойкономікосом», жінка сприймалася як «зберігачка» майна, внесеного чоловіком, і її роль полягала в підтримці порядку в домі. Вона не брала участі в суспільному житті, а її виховання з дитинства було спрямоване на формування покірності та господарських навичок. Розлучення в Афінах було можливим, але процедура залежала від ініціатора. Чоловік міг розірвати шлюб без формальностей, просто оголосивши про це при свідках, потім просто відіславши дружину до батьківського дому, тоді як для жінки цей процес був складнішим — вона мала звертатися до архонта, але це вимагало вагомих підстав і було складним процесом через її залежне становище. При розлученні важливим було питання повернення приданого, яке зазвичай залишалося за чоловіком у разі невірності дружини. Проте суспільство негативно ставилося до жінок, які ініціювали розлучення, що ускладнювало їхнє становище. Діти виховувалися відповідно до гендерних ролей: до семи років їх опікувала мати в гінекії — жіночій частині будинку, що підкреслювало ізоляцію жінок від суспільного життя. З семи років хлопчиків брали для навчання ремеслам батька, тоді як дівчаток залишали з матір'ю, навчаючи ведення господарства.

### Виховання дівчат
Виховання дівчат у Афінах було спрямоване на підготовку до ролі дружини та матері. Дівчата отримували базові навички читання, письма, музики та танців, але основний акцент робився на господарських уміннях, таких як ткацтво, прядіння та догляд за домом. У заможних сім'ях навчання відбувалося вдома, іноді з найманими вчителями, тоді як у бідніших сім'ях дівчата рано долучалися до роботи. Суспільство вважало, що надмірна освіта може зашкодити покірності жінок, тому їхній інтелектуальний розвиток обмежувався. Філософ Евріпід стверджував: «Жінка не стає кращою від більшого розвитку».

## Соціальний статус
Соціальний статус афінських жінок був значно нижчим, ніж у спартанок. Вони не мали громадянських прав, не брали участі в політичному житті та не вносилися до цивільного реєстру. Їхній статус визначався через чоловіків — батька, чоловіка чи синів. Вони не могли самостійно укладати угоди на суму, що перевищувала один медімн ячменю, а їхня економічна діяльність обмежувалася. Жінки поділялися на вільнонароджених, які могли вступати в законний шлюб, та чужинок або жінок нижчого статусу, позбавлених таких прав. Вони не могли володіти землею чи нерухомістю, оскільки шлюб із жителем іншого поліса міг призвести до втрати майна. Єдиним майном жінки була мейлія — частина посагу, що поверталася у разі розлучення.

## Економічна та суспільна роль
Економічна діяльність жінок була обмеженою: вони могли здійснювати дрібні торговельні операції (наприклад, продаж овочів чи ремісничих виробів), але угоди на суму понад один медімн ячменю вимагали дозволу опікуна. У бідніших сім'ях жінки працювали нарівні з чоловіками, виконуючи важку працю, як-от ткацтво чи догляд за дітьми як кормилиці. Текстильне виробництво вважалося традиційно жіночою справою, хоча це також слугувало ізоляцією в домі. Демосфен зазначав, що багато афінянок змушені були займатися торгівлею для виживання. Суспільна активність була мінімальною: жінки рідко залишали дім, за винятком релігійних свят (наприклад, Тесмофорії, присвячені Деметрі, де жінки могли брати участь у сакральних обрядах, та проявити себе поза домом) чи супроводу на весіллях і похоронах. Деякі жінки ставали жрицями, що давало їм певне суспільне визнання та доступ до розкоші, та навіть право на громадське поховання після смерті, що було рідкістю для жінок, але такі випадки були рідкістю і зазвичай стосувалися жінок з елітних родин.